# Bór-nitrát
A bór-nitrát feltételezett szervetlen vegyület, képlete B(NO3)3, ám előállítani még nem sikerült. A végzett vizsgálatok alapján, ha létezik is, csak −78 °C alatti hőmérsékleten stabil.
Bór-tribromid és salétromsav reakciójával lehet előállítani:[forrás?]
BBr3 + 3 HNO3 → B(NO3)3 + 3 HBr

## Fordítás
Ez a szócikk részben vagy egészben  a   Boron nitrate című angol Wikipédia-szócikk ezen változatának fordításán alapul.  Az eredeti cikk szerkesztőit annak laptörténete sorolja fel. Ez a jelzés csupán a megfogalmazás eredetét és a szerzői jogokat jelzi, nem szolgál a cikkben szereplő információk forrásmegjelöléseként.